# یوریکو ایشیدا
یوریکو ایشیدا (انگلیسی: Yuriko Ishida؛ زادهٔ ۳ اکتبر ۱۹۶۹) هنرپیشه اهل ژاپن است. از فیلم‌هایی که وی در آن نقش داشته است، می‌توان به شاهزاده مونونوکه اشاره کرد.